# Kick (služba)
Kick je platforma pro živé vysílání. Podporovaný spoluzakladateli Stake.com Bijanem Tehranim, Edem Cravenem a streamerem Trainwreckstv, byl založen v roce 2022 jako konkurenční platforma společnosti Twitch vlastněné Amazonem. Platforma Kick nabízí vyšší podíly z příjmů pro streamery.  Kick je známý svým 5% poplatkem z tržeb, který patří mezi nejnižší mezi streamovacími platformami a také svými smlouvami na rok 2023 s několika streamery, kteří byli dříve prominentní na Twitchi, zejména včetně šachového velmistra Hikaru Nakamury, Adina Rosse a xQc .
K červnu 2023 měl Kick průměrně 235 000 živých vysílání denně.

## Historie
Platforma Kick byla založena 1. prosince 2022. Spoluzakladatelé Stake.com Bijan Tehrani a Ed Craven jsou známí jako jedni z nejvýznamnějších představitelů provozu webu. Zdroje se rozcházejí v tom, zda jsou Tehrani a Craven zakladateli, andělskými investory, nebo mají jinou roli; některé zdroje také uvádějí, že americký streamer Trainwreckstv patří mezi vlastníky platformy nebo v ní hraje vedoucí roli.

## Dělení příjmů a mzdy
Výnosy z Kicku se dělí z 95% ve prospěch streamera a z 5% ve prospěch platformy, což je jeden z nejštědřejších podílů ve všech streamovacích platformách. Dělení příjmů je často srovnáváno s dřívějším dělením mezi tvůrce a platformu, které bylo u Twitche 50 na 50, a méně často s dělením YouTube, které si od livestreamerů bere 30%. Popularita platformy v oblasti rozdělování příjmů byla časopisem Forbes přičítána tomu, že přiměla Twitch k zavedení modelu rozdělování příjmů v poměru 70:30 pro některé tvůrce.
Platforma Kick navrhla, že bude všem streamerům platit každou hodinu, pokud splní určité podmínky; pokud bude tento návrh přijat, stane se první streamovací službou, která tak učiní. Mezi podmínky patří, že streamer je aktivní alespoň čtyři hodiny denně z třiceti dnů v měsíci, že je vzhůru a komunikuje s chatem, že má webkameru namířenou na obličej a že je plnoletý. Všichni tvůrci obsahu na Kicku, kteří splňují všechny čtyři podmínky, by dostávali 16 dolarů za hodinu streamování.

## Nabídky streamování
Trainwreckstv patřil mezi první významné osobnosti, které přitáhly pozornost a připojily se k platformě. Americký streamer, který byl dříve z Twitche vykázán za hazardní hry během svých streamů, v březnu 2023 svým divákům prozradil, že během prvních deseti dnů streamování na platformě vydělal 16 000 dolarů s 3 500 odběrateli z webu. K Trainwreckovi se připojil také Adin Ross, který 1. března 2023 prozradil, že podepsal streamovací smlouvu s platformou Kick za nezveřejněnou částku. Ross tehdy tvrdil, že jeho smlouva je největší v historii streamingu, i když popřel, že by přesahovala 150 milionů dolarů.
Dne 29. března 2023 podepsal neexkluzivní smlouvu s platformou i šachový velmistr Hikaru Nakamura.
V květnu 2023 BruceDropEmOff oznámil, že se stal partnerem platformy Kick, avšak částka z dohody nebyla zveřejněna.
16. června 2023 bylo oznámeno, že xQc podepsal dvouletou neexkluzivní smlouvu s platformou v hodnotě 70 milionů dolarů. Tím se podpis smlouvy xQc s Kickem stal největší streamovací smlouvou, která překonala exkluzivní smlouvu Ninji se zaniklým Mixerem vlastněným společností Microsoft ve výši 50 milionů dolarů a dále překonala dvouletou smlouvu LeBrona Jamese s Los Angeles Lakers. O dva dny později, 19. června, podepsal Kick smlouvu s Amouranth, ačkoli podrobnosti jejího kontraktu nebyly zveřejněny.
Dne 27. června 2023 oznámil streamer a politický komentátor Destiny neexkluzivní 12měsíční partnerství s platformou Kick za nezveřejněnou sedmimístnou částku.

## Sponzoring
V lednu 2023 podepsal tým Alfa Romeo F1 víceletou sponzorskou smlouvu s platformou Kick. Název a logo společnosti Kick nahradí název a logo společnosti Stake (titulního sponzora týmu) v zemích, kde není povolena reklama na hazardní hry a sportovní sázky, jako "Alfa Romeo F1 Team Kick". V červnu společnost Sauber Esports oznámila titulové partnerství se společností Kick a vytvořila tak "Alfa Romeo F1 Team KICK Esports". Na sezonu 2024 byl tým Alfa Romeo přejmenován na „Stake F1 Team Kick Sauber“, čímž se do názvu dostaly obě společnosti najednou. I tak ale Kick nahrazuje společnost Stake v zemích, kde je zakázána reklama na hazard a sázky. V těchto zemích tým funguje pouze jako „Kick Sauber“.